# Spider-Man: Brand New Day
"Brand New Day" es una historia de cómic en The Amazing Spider-Man, publicada por Marvel Comics a partir de 2008. Narra el comienzo de las aventuras de Spider-Man después de la historia que altera el statu quo "One More Day", continúa después en " Spider-Man: Big Time ". Aunque la pancarta solo aparece en las portadas de los números 546-564 y Spider-Man: Swing Shift (Director's Cut) one-shot (en sí misma una reimpresión, con material nuevo, de Free Comic Book Day 2007: Spider-Man one-shot), "Brand New Day" también se usa para referirse a la serie completa de historias de 102 números que aparecen en Amazing Spider-Man # 546-647 y las series vinculadas, one-shots y anuales que lo acompañan.
Durante este tiempo, Marvel convirtió a The Amazing Spider-Man en el único título de Spider-Man de la compañía, aumentando su frecuencia de publicación a tres números mensuales y cancelando los otros títulos de Spider-Man vigentes en ese momento, The Sensational Spider-Man y Friendly Neighborhood Spider-Man, e inauguró la serie con una secuencia de arcos narrativos de "vuelta a lo básico". Esta es la primera vez desde diciembre de 1976 (cuando Peter Parker, The Spectacular Spider-Man #1 fue publicada) que solo un título publicado regularmente presentaba a Spider-Man en su título.

## Trama

### El nuevostatu quo
Después de los eventos de "One More Day", el matrimonio de Spider-Man con Mary Jane Watson se borró, lo que resultó en ajustes en su propia historia. La identidad secreta de Spider-Man también ha sido olvidada por todos, incluidas las personas que conocían su identidad antes de su desenmascaramiento público. Harry Osborn vuelve a estar vivo; ha estado viviendo en Europa durante varios años. La Tía May está viva y bien y es voluntaria en un refugio para personas sin hogar. Peter tiene sus lanza-telarañas mecánicos originales. Aunque "algunas personas" recuerdan vagamente que Spider-Man se desenmascaró durante los eventos de Civil War, no recuerdan de quién era el rostro debajo de la máscara, e incluso si esto les llama la atención, pronto dejan de preocuparse por eso.

### Brand New Day
Spider-Man no ha sido visto durante cien días debido a la implementación de la Ley de Registro de Superhumanos. Mientras tanto, Peter Parker ha estado residiendo en la casa de la tía May mientras busca un apartamento asequible. Sintiéndose preocupado, Peter decide visitar el Daily Bugle y se sorprende al enterarse de los graves problemas financieros de la publicación. Desafortunadamente, el estrés pasa factura a J. Jonah Jameson, quien sufre un infarto.
A la luz de las dificultades financieras del Bugle, Robbie Robertson le pide a Peter que haga lo que pueda para obtener imágenes de Spider-Man que cree que impulsarían la circulación, lo que convence a Peter de volver a lanzar telarañas. Robbie finalmente se está poniendo al día cuando Dexter Bennett, un famoso hombre de negocios, llega para informarle que ha comprado todas las acciones del Bugle de Jameson y ahora está a cargo de las operaciones.
Después de encontrarse con la supervillana Amenaza, a Peter le preocupa que Harry haya regresado a sus costumbres de duende planeador, pero la novia de Harry, Lily Hollister, proporciona una coartada.

### Mary Jane Watson, Bobby Carr y Jackpot
Se establece que Mary Jane y Peter tuvieron una relación a largo plazo, pero las cosas terminaron mal y su relación ahora es, en el mejor de los casos, fría. Por lo que recuerda Peter (o cualquier otra persona), él y Mary Jane no se casaron, sino que cohabitaron como pareja desde el día de la boda abortada. No está claro si Mary Jane tiene conocimiento de su matrimonio anterior con Peter y su trato con Mephisto.
En una conversación, Spider-Man pregunta: "¿Te conozco?", A lo que MJ responde: "Nos conocimos. En otra vida". Spider-Man no sabe que está hablando con MJ; ella está ocultando su identidad según los deseos de su novio actual (la estrella de cine Bobby Carr). Sin embargo, según su diálogo de "One Moment In Time", ni MJ ni Peter parecen tener ningún recuerdo del trato.
Spider-Man especula que Mary Jane Watson podría ser la nueva superheroína registrada Jackpot. La propia Jackpot le dice a Spider-Man que su verdadero nombre es Sara Ehret, pero cuando Spider-Man visita a esta mujer, ella niega todo conocimiento de esto. Más tarde se ve a Sara acercándose a Mary Jane en el aeropuerto para pedirle un autógrafo.

## Elenco

### Nuevo elenco de apoyo
Carlie Cooper - una amiga muy cercana de toda la vida de Lily Hollister, Carlie trabaja como experta forense en la unidad de escena del crimen. Nueva en su trabajo, muestra interés en los casos más "exóticos", pero tiene que empezar desde abajo. Su padre es Ray Cooper, un policía fallecido que era muy respetado por sus compañeros. Mientras prepara un cuerpo encontrado en el río para el médico forense, encuentra un rastreador de araña en su boca, lo que inicia la orden policial para el "Asesino del rastreador de araña" (que la mayoría cree que es Spider-Man).
Ella es secuestrada por el Dr. Rabin, un profesor loco que intenta usar sacrificios humanos para apaciguar a un antiguo dios maya. Arrastra a Carlie atada y amordazada a una tormenta de nieve e intenta asesinarla y ofrecérsela al dios, pero se salva cuando Spider-Man llega y derrota a Rabin.
Dexter Bennett - el nuevo propietario del Daily Bugle, al que cambia el nombre de DB. Tiene una venganza personal contra Spider-Man y Peter Parker, lo que lleva a Peter y Robbie Robertson a dejar el periódico.
Lily Hollister - la novia de Harry Osborn. Su padre, Bill Hollister, se postula para la alcaldía de Nueva York, principalmente por su insistencia. Como la supervillana Amenaza, es el duende más reciente en convertirse en enemigo de Spider-Man, con un interés particular en las elecciones a la alcaldía.
Vin Gonzales - él trabaja para la policía de Nueva York y odia a Spider-Man, pensando que el cabeza de red no trama nada bueno. Sin embargo, su amigo Al O'Neil, que también trabaja para la policía de Nueva York, no está de acuerdo. Peter se muda al departamento de Vin y se convierte en su compañero de cuarto. Cuando Peter renuncia a DB, no quiere que Vin lo sepa, porque teme que Vin piense que está compartiendo habitación con un colega. Cuando se entera, está furioso porque Peter le mintió; sin embargo, desde entonces se han reconciliado.

### Otros personajes
Ryan Maxwell - un trabajador de la construcción que Amenaza derriba de una plataforma mientras cambia el letrero en el exterior del edificio Daily Bugle. Spider-Man llega para atrapar a Bill, pero el cuello de Ryan se lesiona en el proceso. Más tarde, Ryan se acerca al abogado Matt Dowd y le pregunta si puede demandar a Spider-Man por tirarlo de un edificio. Dowd le dice que debido a que se desconoce su identidad, pueden presentar una denuncia de "John Doe" y notificarlo mediante publicación; si no responde, obtienen un juicio en rebeldía contra él. 
Bruno Karnelli -  el hijo con sobrepeso de Karnelli y Manfredi, que atribuye al matrimonio de sus padres el haber unido a las dos familias criminales, aunque se ofende porque no ha sido invitado a su gran reunión. El hace un trato con Señor Negativo, quien promete convertir a Bruno en cabeza de ambas familias. Después de que Sean Boyle le coloca accidentalmente un rastreador arácnido, Spider-Man lo sigue (con la esperanza de que lo lleve de regreso a Boyle) mientras lo suben a una camioneta azul y lo secuestran. Mister Negative y sus Inner Demons atan a Bruno a una mesa mientras extraen una gran cantidad de sangre de él, hasta que Spider-Man los interrumpe y los deja escapar para salvar a Bruno. Spider-Man cree que la única forma en que Bruno se convertiría en el líder de las familias criminales es si todos los demás candidatos para el trabajo son asesinados, lo que hace que Bruno se dé cuenta de que este ha sido el plan de Mister Negative todo el tiempo. Bruno luego le dice a Spider-Man dónde encontrarlos.

### Nuevos villanos
Sean Boyle - Este ladrón insultó a Spider-Man usando una máscara parecida a la suya mientras cometía crímenes; llegó a ser conocido como el "Spider-Mugger". Boyle roba varias billeteras, incluida la de Peter Parker y, accidentalmente, uno de sus tiradores de telarañas de Spider-Man. Intenta vender el dispositivo a su valla, Dooley, en Blind Spot (un bar frente al mar para ladrones), pero Dooley considera que el webshooter es inútil y lo devuelve. Cuando Boyle se lo pone solo para descubrir lo que realmente es, dispara accidentalmente un rastreador de araña en la espalda de Bruno Karnelli, que también está en el bar. Boyle le oculta esto a Dooley y comienza a usar el webshooter para contener a sus víctimas, hasta que se da cuenta de que debe habérselo robado al verdadero Spider-Man y que una de las billeteras que le dio a Dooley contiene su identificación. Regresa al Punto Ciego y pide que se lo devuelvan, ataca a Dooley con una red, pero Dooley le da la vuelta y comienza a estrangular a Boyle con ella. Más tarde, cuando Dooley se marcha, Spider-Man encuentra el cuerpo sin vida de Boyle con el lanzador de telarañas y el rastreador todavía sobre él. Gonzales y O'Neil ven a Spider-Man haciendo esto y asumen que ha asesinado a Boyle.
Overdrive - presentado en Swing Shift de Free Comic Book Day, este villano puede "proxenetar cualquier viaje", usando nanites para controlar y remodelar cualquier vehículo que logre robar. Afirmando ser el mayor fanático de Spider-Man, a menudo remodela autos en réplicas de su viejo Spider-Mobile.
Señor Negativo - Martin Li, el cariñoso propietario de un refugio para personas sin hogar, tiene un oscuro secreto: puede cambiar a un "modo negativo", convirtiéndose en un jefe del crimen.
Freak - después de ingerir drogas y las muestras de investigación de células madre de Lagarto, un adicto se transforma en un ser parecido a un mamífero. A diferencia de Lagarto, Freak tiene su propia mente cuando se transforma y está obsesionado con drogarse. Cuando casi muere, Freak entra en un estado de metamorfosis dentro de un capullo y eclosiona en una forma significativamente mutada; ahora no puede ser derrotado de la misma manera que antes.
Paper Doll - una adolescente obsesionada con el actor Bobby Carr. Se viste como una gótica, tiene la piel azul y el poder de volverse delgada como el papel y mezclarse con los fondos. Se dirige a las personas que calumnian a Bobby Carr y las comprime en su condición de papel delgado, matándolas así.

## En otros medios
- Un episodio de Marvel's Spider-Man titulado "Brand New Day" es una especie de referencia a la serie de cómics "Brand New Day", ya que marca el comienzo de una nueva historia dentro de la segunda temporada del programa. La mayor diferencia es que el episodio tiene lugar después del arco argumental de "Superior Spider-Man" en lugar de uno basado en "One More Day". Además, Sr. Negativo, Overdrive y Screwball aparecen en papeles menores en varios episodios.
- El videojuego de 2018 Spider-Man toma algunos elementos del plan de Martin Li/Mister Negative para acabar con las bandas criminales rivales y el uso del arma biológica "Devil's Breath", aunque aquí una parte de su plan es vengarse del creador, Norman Osborn. quien sin darse cuenta mató a los padres de Li cuando era niño al inyectar y exponer a Li con el suero que causó una reacción inestable.
- La película de Marvel Cinematic Universe Spider-Man: No Way Home (2021) presenta elementos del cómic cuando, al final, el Dr. Stephen Strange realiza un hechizo de reversión para hacer que el mundo olvide el desenmascaramiento público de Peter Parker como Spider-Man, que incluye a su mejor amigo Ned Leeds y su novia MJ, aunque su Tía May, quién fue asesinada por el Duende Verde al principio de la película, todavía está muerta.
- La película de 2026 Spider-Man: Brand New Day, la secuela de No Way Home, usa el título de la historia.[11]